# Holly Marie Combs
Holly Marie Combs (San Diego, 3 de dezembro de 1973) é uma atriz norte americana que trabalha no cinema e na televisão. É conhecida especialmente pelo seu papel de Piper Halliwell na série Charmed e de Ella Montgomery na série Pretty Little Liars. Holly foi também uma das produtoras da série Charmed.
Aos 8 anos, Holly mudou-se com sua mãe para Nova York e começou a estudar Arte Dramática na Professional Children's School. Aos 10 anos, fez seus primeiros comerciais e fotos publicitárias e, aos 12, participou do filme "Prisioneiros de um Sonho" (Walls of Glass, 1985), ao lado de sua mãe, Lauralei Combs. Em 1988, interpretou um pequeno papel em "Amores em Conflito" (Sweet Hearts Dance), ao lado de Susan Sarandon e Don Johnson. Em 1989, fez uma pequena participação, como Jenny, no filme "Nascido em 4 de Julho" (Born on the Fourth of July), ao lado de Tom Cruise. Neste mesmo ano, participou de "Contos de Nova York" (New York Stories), dirigido e escrito por Woody Allen. Em seguida, vieram: "Dr. Giggles" (1992), "Simples Desejos" (Simple Men, 1992), "A Perfect Stranger" (1994), "Traição Entre Amigos" (A Reason to Believe, 1995), "Pecados do Silêncio" (Sins of Silence, 1996), entre outros. Em 1997, participou dos filmes "Love's Deadly Triangle:The Texas Cadet Murder" e "Cenas de um Assassinato" (Out Mother's Murder), ambos baseados em fatos reais.
Apesar de todas estas participações, Holly Marie Combs conquistou fama internacional através da premiadíssima série "Picket Fences" (1992-1996). A série levou 14 Emmys em 4 anos de exibição. Por seu papel como Kimberly Brock recebeu duas indicações para o SAG Awards (Screen Actor's Guild), juntamente com o elenco da série na categoria Melhor Atuação Conjunta em Série de Drama.
Em 1998, Holly recebeu a notícia que ela tinha ganho um papel importante em Charmed, uma série de Aaron Spelling, enquanto visitava a amiga Shannen Doherty, que também atuava na série como Prue Halliwell. Holly fazia o papel da meiga e inteligente Piper Halliwell, uma talentosa estudante de culinária que desenvolveu o poder de imobilização molecular (paralisar coisas, inclusive o tempo), e mais tarde o de explodi-las (através de aceleração molecular).
Divorciada do ator Bryan Smith (com quem foi casada de 1993 a 1997). Em 2004 casou-se com David W. Donoho, que também fazia parte da equipa técnica de Charmed, enquanto estiveram juntos tiveram três filhos: Finley Arthur Donoho (2004), Riley Edward Donoho (2006) e Kelley James Donoho (2009). Em alguns momentos durante Charmed, pode-se até notar sua gravidez.
Em novembro de 2011, Holly e David anunciaram seu divórcio.
Atualmente, Holly está namorando um dos cantores da banda Radical Something, Josh Cocktail. O casal aparenta estar feliz e corre o rumor de que eles pensam em morar juntos.

## Filmografia

### Filmes
| Ano  | Filme                                          | Personagem        | Detalhes      |
| ---- | ---------------------------------------------- | ----------------- | ------------- |
| 1985 | Walls of Glass                                 | Flash Back        | Sem Crédito   |
| 1988 | Sweet Hearts Dance                             | Debs Boon         |               |
| 1989 | Nascido em 4 de julho                          | Jenny Turner      |               |
| 1989 | Contos de Nova York                            | Convidada         |               |
| 1992 | Chain of Desire                                | Diana Richards    |               |
| 1992 | Dr. Giggles                                    | Jennifer Campbell |               |
| 1992 | Simple Men                                     | Kim Fields        |               |
| 1993 | Illicit Affair                                 | Amber Bennett     |               |
| 1994 | Island City                                    | Erin Sloan        | Filme para TV |
| 1994 | A Perfect Stranger                             | Amanda Hale       | Filme para TV |
| 1995 | A Reason to Believe                            | Sharon Digby      |               |
| 1996 | Vector                                         | Maggie St. James  |               |
| 1996 | Sins of Silence                                | Sophie DiMatteo   | Fime para TV  |
| 1997 | Daughters                                      | Alex Morrell      | Filme para TV |
| 1997 | Love's Deadly Triangle: The Texas Cadet Murder | Diane Zamora      | Filme para TV |
| 2001 | Onze homens e um segredo                       | Ela Mesma         | Sem crédito   |
| 2003 | See Jane Date                                  | Natasha Nutley    | Filme para TV |
| 2007 | Perto de Casa                                  | Katherine Alden   | Filme para TV |

### Séries de Televisão
| Ano       | Título                      | Personagem         | Detalhes                                                                |
| --------- | --------------------------- | ------------------ | ----------------------------------------------------------------------- |
| 1987      | Jem e as Hologramas         | Zo Morris          | 3ª temporada, episódios 1 e 2                                           |
| 1985-1989 | As the World Turns          | Denise             | 3 episódios                                                             |
| 1986-1989 | The New Twilight Zone       | Siobhan Edwards    | 6 episódios                                                             |
| 1989      | Saved by the Bell           | Paige Atwood       | 1ª temporada, episódios 4, 10, 12, 14 e 16                              |
| 1985-1990 | General Hospital            | Jessica Mitchell   | 3 episódios                                                             |
| 1990      | Guiding Light               | Louisa             | 2 epísódios                                                             |
| 1992      | Nightmare Cafe              | Faye George        | 4 epísódios                                                             |
| 1992-1994 | Are You Afraid of the Dark? | Hilary Peppersmith | 6 episódios                                                             |
| 1992-1996 | Picket Fences               | Kimberly Brock     | Vencedora de Melhor atriz no Young Artist Awards                        |
| 1993      | One Life to Live            | Janet Hellman      | 4 epísódios                                                             |
| 1993      | The Hidden Room             | Tina Michaels      | 2ª temporada, episódios 1-9                                             |
| 1994      | McKenna                     | Madison            | episódio The Pony                                                       |
| 1995-1997 | Wishbone                    | Dorothy Haywood    | 4 Epísódios                                                             |
| 1996      | Sabrina, the Teenage Witch  | Jo Adams           | 1ª temporada, episódio 5                                                |
| 1997      | Relativity                  | Anne Pryce         | 1ª temporada, Episódio 14                                               |
| 1997      | Crime Traveller             | Dr. Bea Cambell    | 1ª temporada, Episódio 2                                                |
| 1997      | Once a Thief                | Jean Abbott        | 1ª temporada, Episódio 4                                                |
| 1998–2006 | Charmed                     | Piper Halliwell    | Também foi uma das Produtoras (Temporadas 5-8)                          |
| 2000      | D.C.                        | Hazel Patrick      | 3 Epísódios                                                             |
| 2001      | The Nightmare Room          | Persia Stephens    | Episódio Four Eyes                                                      |
| 2006      | Misconceptions              | Bethany Crawford   | 7 Epísódios                                                             |
| 2009      | Mistresses                  | Jane Hollister     | Somente episódio piloto, série renovada para 2ª temporada               |
| 2010-2017 | Pretty Little Liars         | Ella Montgomery    | Personagem regular da 1 a 3 temporada, elenco recorrente da 4 em diante |